# Christopher Reeve

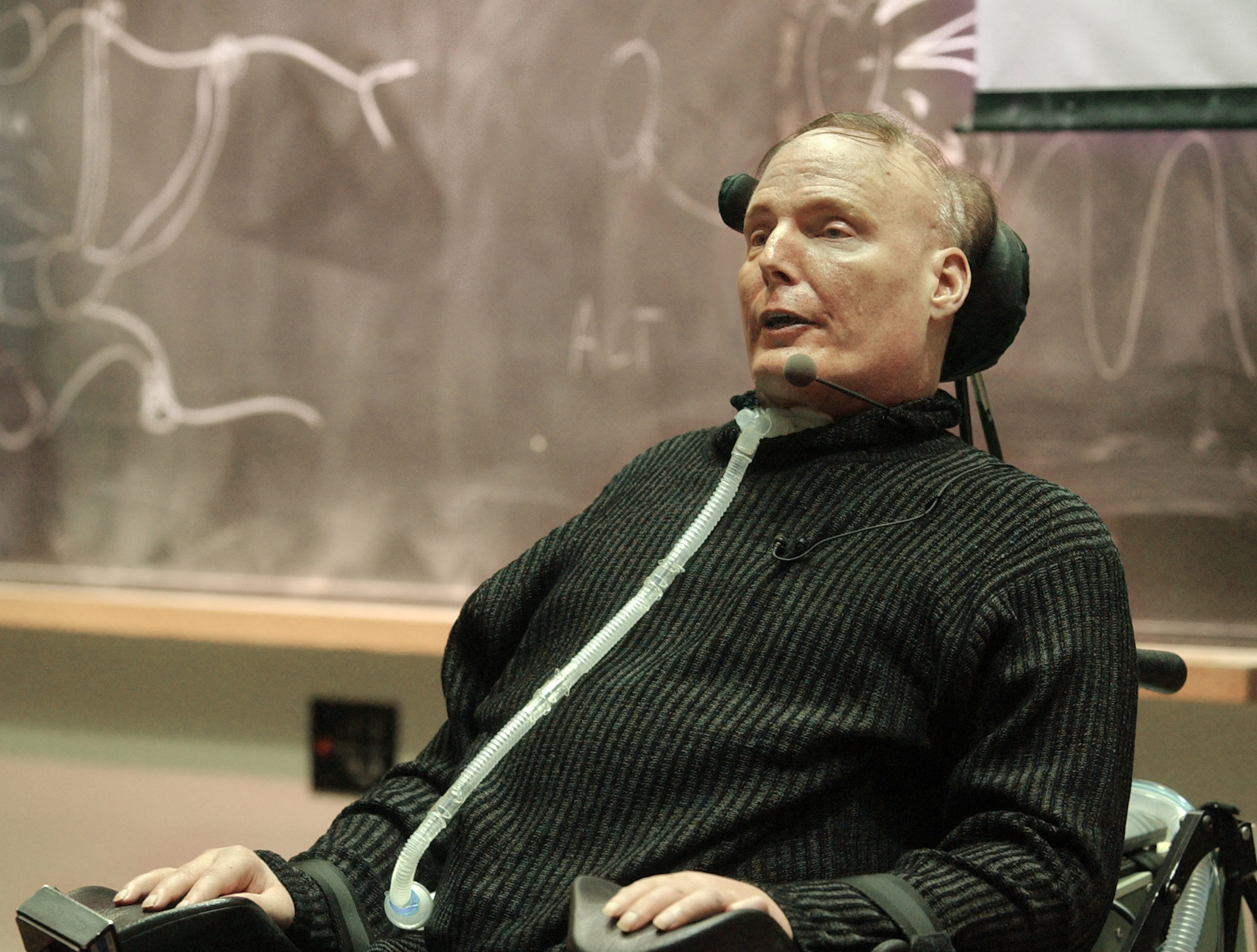
Christopher Reeve 2003.

Christopher D'Olier Reeve, född 25 september 1952 i New York, död 10 oktober 2004 i Mount Kisco i delstaten New York, var en amerikansk skådespelare och filmregissör. Reeve är känd för att ha spelat titelrollen i Superman – The Movie (1978), för vilken han erhöll en BAFTA Award, och dess tre uppföljare. Han medverkade också i filmer som Någonstans i tiden (1980), Dödsfällan (1982), En kvinnas röst (1984), Street Smart (1987), Återstoden av dagen (1993) och Fönstret åt gården (1998).

## Biografi
Reeve föddes 1952 i New York, som son till journalisten Barbara Pitney Lamb (1929–2000) och läraren och författaren Franklin D'Olier Reeve (1928–2013). Föräldrarna skilde sig 1956 och modern flyttade med Christopher och hans yngre bror till Princeton, New Jersey.
Christopher Reeve upptäckte sin passion för teater 1962, när han som nioåring deltog i en uppsättning av en Gilbert och Sullivan-operett. Intresset växte när han som femtonåring under en sommar gick i lära vid Williamstown Theatre Festival i Williamstown, Massachusetts. Efter att ha gått ut high school 1970 framträdde Reeve i pjäser i Boothbay, Maine. Han planerade därefter att bege sig till New York för att söka sig en karriär vid scenen. Till sist övervägde dock hans mors råd att söka in på college istället. 
Christopher Reeve studerade vid Cornell University, och senare vid Juilliard School of Performing Arts. På Cornell var Reeve aktiv inom skolteatern och spelade bland annat Pozzo i I väntan på Godot, Segismundo i Livet en dröm, Hamlet i Rosencrantz och Gyllenstjärna är döda och Polixenes i En vintersaga. Vid Juilliard mötte Reeve Robin Williams och de blev nära vänner.
Reeve kallades som 24-åring till en audition för huvudrollen som Clark Kent/Stålmannen i storbudgetfilmen Superman – The Movie (1978). I filmen skulle Marlon Brando spela Jor-El och Gene Hackman Lex Luthor. Reeve trodde inte att han skulle få rollen. Han kom att basera sin gestaltning av Clark Kent på Cary Grant och hans roll i Ingen fara på taket. Reeve mottog en BAFTA Award för "Mest lovande nykomling till ledande filmroller" för sin insats. Christopher Reeve kom att reprisera sin roll i ytterligare tre filmer 1980–1987.
Efter Superman spelade Reeve i den romantiska tidsrese-fantasyn Någonstans i tiden (1980) mot Jane Seymour. 1982 spelade han mot Michael Caine i Sidney Lumets komedifilm Dödsfällan, baserad på Ira Levins pjäs. Därnäst följde en filmatisering av Henry James En kvinnas röst (1984), mot bland annat Vanessa Redgrave och Återstoden av dagen (1993), vilken nominerades till åtta Oscars.
Den 27 maj 1995 blev Reeve förlamad från halsen och ner efter en ridolycka under en fälttävlan i Virginia, där han föll av sin häst Buck då den stannade på det tredje hindret på terrängbanan. Reeve landade på nacken och bröt första och andra nackkotan. Han mindes ingenting av olyckan efteråt. Resten av sitt liv blev Reeve känd för sitt medicinska engagemang och då framförallt gällande forskning på stamceller.
Christopher Reeve fortsatte med skådespeleriet, bland annat i TV-serien Smallville som handlar om Stålmannen som ung. Där medverkade Reeve i två avsnitt i rollen som Dr. Virgil Swann (2002–2003). Reeve regisserade även exempelvis I skymningen (1997). 
Reeve dog av hjärtsvikt 2004, vid endast 52 års ålder. Hans fru Dana Reeve avled 2006 i lungcancer. Paret hade ett gemensamt barn. Reeve hade även två barn från ett tidigare förhållande med modellen Gae Exton.

## Filmografi i urval
- 1974–1976 – Love of Life (TV-serie)
- 1978 – Fångade i djupet
- 1978 – Superman – The Movie
- 1980 – Någonstans i tiden
- 1980 – Superman II – Äventyret fortsätter
- 1980 – Mupparna (TV-serie)
- 1982 – Dödsfällan
- 1983 – Stålmannen går på en krypto-nit
- 1984 – En kvinnas röst
- 1985 – Vingarnas hjälte (The Aviator)
- 1985 – Anna Karenina (TV-film)
- 1987 – Street Smart
- 1987 – Stålmannen i kamp för freden
- 1988 – Heta nyheter
- 1991 – Carol & Company (TV-serie)
- 1992 – Kaos i kulissen
- 1992 – Mortal Sins
- 1992 – Vägen till Avonlea (TV-serie)
- 1992 – Röster från andra sidan graven (TV-serie)
- 1993 – Återstoden av dagen
- 1994 – På tal om kärlek
- 1995 – Ondskans barn
- 1995 – Utom all misstanke
- 1997 – I skymningen (TV-film; som regissör)
- 1998 – Fönstret åt gården (TV-film)
- 2000 – Sesam (TV-serie)
- 2002 – Advokaterna (TV-serie)
- 2002–2003 – Smallville (TV-serie)
- 2004 – The Brooke Ellison Story (TV-film; som regissör)
- 2006 – Allas hjälte (som regissör)
- 2024 – Super/Man: The Christopher Reeve Story (arkiv)